# Geteilte Kirche am Kreuzbichl

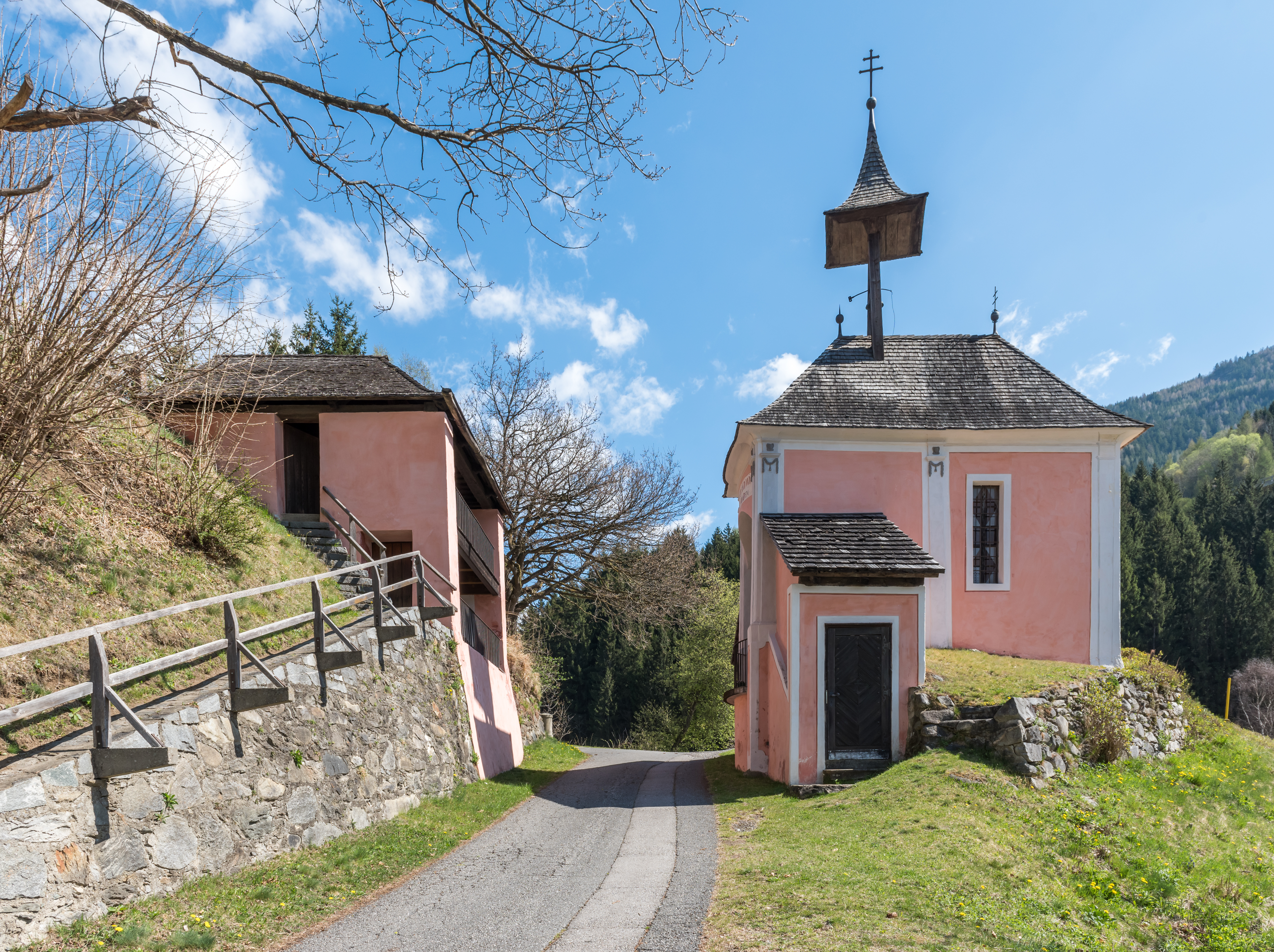
Die „geteilte“ Kapelle

Die Geteilte Kirche am Kreuzbichl (auch: Kreuzbichlkapelle) ist eine römisch-katholische Kirche bei Gmünd im Kärntner Oberland, durch die eine befahrene Straße führt. Hierbei ist auf der einen Straßenseite der Altarraum, auf der anderen Straßenseite eine zweigeschoßige Galerie, in der die Kirchenbesucher sitzen und der Predigt aus dem Altarraum zuhören können. Diese Kuriosität ist auf der Welt einzigartig. Das Bauwerk steht unter Denkmalschutz (Listeneintrag).

## Geschichte
Die Kirche geht wohl auf ein Marterl namens „Kreuz am Bichl“ (Bichl, Bühel = kleiner Hügel) aus dem 15. Jahrhundert zurück, aus dem 1588 eine Kapelle wurde. Deshalb hieß diese Kapelle nun „Kreuzbichlkapelle“. 
Wahrscheinlich, um den Reisenden bei ihrer Andacht vor der Kapelle Schutz zu gewähren, wurde später der Raum der Gläubigen errichtet. Hierbei wurde wohl auch die Kirche renoviert und mit einer lateinischen Inschrift versehen, die in deutscher Übersetzung „Durch sein Blut sind wir gerechtfertigt worden“ lautet, und deren rot hervorgehobene Buchstaben die Jahreszahl 1784 ergeben.
Weitere Vermutungen über den Grund der Erweiterung gehen dahin, dass es zugleich als Richtkreuz der Gmünder Richtstätte, dem etwa einen Kilometer weiter befindlichen Galgenbichl diente, zu dem auch die Faschaunerin ihren letzten Gang schritt. Auch wird vermutet, dass Kaufleute hier einen Platz für ihre Dankgebete für die erfolgreiche Überquerung der Berge und das Ausbleiben von Überfällen durch Wegelagerer und Raubritter fanden. Vielleicht wurde die Galerie auch für die zahlreichen Teilnehmer der Prozessionen errichtet.

## Baubeschreibung
Die zweigeteilte Kirche liegt im Liesertal nordöstlich von Gmünd an der ehemaligen Römerstraße, die über den Katschberg und die Tauern nach Salzburg führte. Beide Gebäudeteile sind rosafarben verputzt, die Mauerabschlüsse und die Ecken sind in Weiß gehalten. Die Kirche ist mit einem kleinen Glockenturm versehen, dessen Glöckchen bei Messen auch geläutet wird.
Östlich der Straße befindet sich der rechteckige Kapellenbau, eine spätbarocke, im Kern gotische Anlage mit gotischem Kreuzrippengewölbe, Walmdach und Glockenturm. Der Altarraum befindet sich etwa zwei Meter über Straßenniveau, ist straßenseitig durch einen großen Rundbogen geöffnet und durch ein schmiedeeisernes Gitter gegen die Straße abgesichert. Seitlich führt ein Aufgang in die Kapelle. Eine ursprünglich 1861 von Josef Messner an die Kapellwand gemalte Szene der Kreuzabnahme wurde 1925 übermalt und 1944 renoviert. Weitere Wandmalereien in der Vorhalle stammen aus dem Jahr 1754, sie wurden 1991/92 erneuert. 
Der „halben“ Kapelle gegenüber steht ein Bau mit Betstühlen sowie einer Empore mit Sitzplätzen. Dieser erst später errichtete Bauteil ist ebenfalls zur Straße hin geöffnet und durch ein Gitter abgesichert. War der Zugang zuerst nur über eine Leiter möglich, wurde später ebenfalls ein seitlicher Treppenaufgang angebaut.

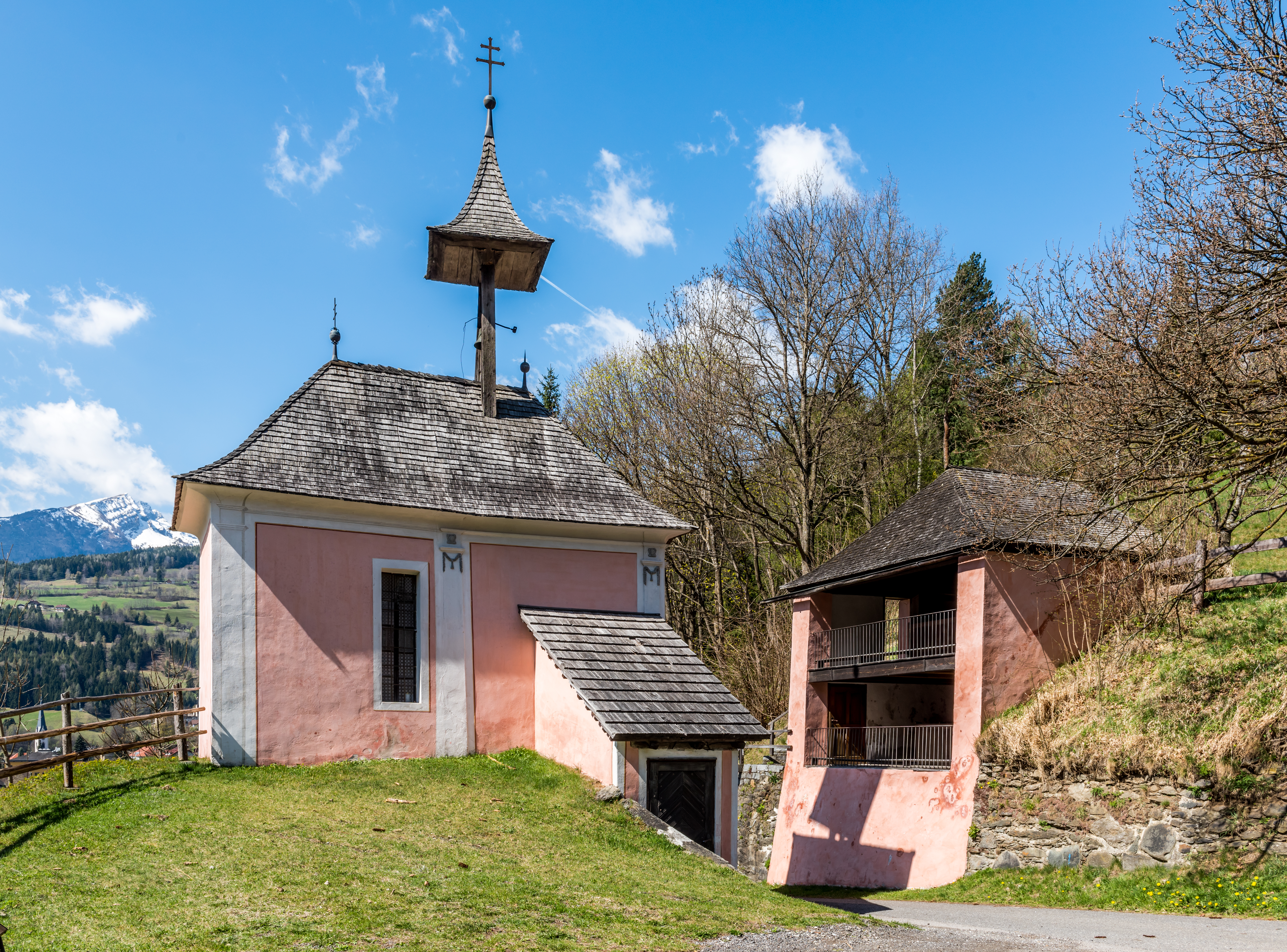
Geteilte Kirche „Kreuzbichlkapelle“ in Gmünd/Kärnten/Österreich

## Heutige Nutzung
Messen finden fast nur noch bei Prozessionen während der Bitttage statt. Die Kirche diente als Kulisse für einzelne Episoden der Fernsehserie Ein Schloss am Wörthersee.
Die Katschberg Straße (B99) umgeht heute die Kirche, die Straße durch die Kirche existiert aber weiterhin als lokale, vorwiegend landwirtschaftlich genutzte Fahrstraße.